# 메인주의 대학 목록
미국 메인주에는 29개의 공인된 학위 수여 고등 교육 기관이 있다. 주의 토지 부여 대학이자 유일한 연구 대학은 오로노(Orono)에 있는 메인 대학교(University of Maine)이다. 메인 대학 시스템의 주력 캠퍼스이다. 메인주의 공립 교육 시스템에는 7개 학교로 구성된 메인 커뮤니티 칼리지 시스템과 메인 해양 아카데미도 포함된다.
다음은 미국 메인주의 대학 목록이다.
- 베이츠 칼리지
- 보딘 칼리지
- 콜비 칼리지
- 메인 대학교

## 같이 보기
- 미국의 대학 목록